# Eva Dittrich
Eva Dittrich (* 2. Dezember 1901 in Diepholz; † 10. April 1998 in Dubuque, Iowa als Eva Leo) war eine deutsche Metallbildnerin.

## Herkunft
Eva Leo war die jüngste Tochter des Superintendenten Johannes Dittrich (1852–1936) und seiner Frau Elisabeth geb. Borchers (1860–1939). Sie hatte drei Brüder und sechs Schwestern.

## Ausbildung und Beruf
Nach dem Abschluss des Lyzeums in Bremen unterstützte sie ein Jahr lang ihre älteste Schwester im Haushalt. Da ihre Eltern in Lesum wohnten, wo ihr Vater Superintendent war, konnte sie die Hochschule für Künste Bremen besuchen mit dem Ziel, Porzellanmalerin zu werden. Nach dem Studium ging sie bei dem Metallbildner Friedrich Harjes in Burgdamm in die Lehre und absolvierte dort ihre Gesellenzeit. Zwischenzeitlich war sie einige Monate Schülerin von Wilhelm Groß, der Holzbildhauer in Eden bei Oranienburg war.
1932 legte sie die Meisterprüfung von der Handwerkskammer in Hildesheim ab und war damit die erste Frau mit Meisterabschluss als Metallbildnerin in Deutschland. Sie machte sich ohne Kapital in Hildesheim selbstständig, wo sie eine Werkstatt gefunden hatte. Aufträge bekam sie von Kirchenbau-Architekten wie Bernhard Hopp und Rudolf Jäger oder Kirchengemeinden, für die sie Sakrales Gerät wie Taufschalen, Kannen, Abendmahlskelche, Kruzifixe, Altarleuchter, Lampen und Reliefs mit biblischen Motiven anfertigte und machte sich einen Namen.

Kanzelreliefs von Eva Dittrich in der St. Nicolaus-Kirche der Alsterdorfer Anstalten
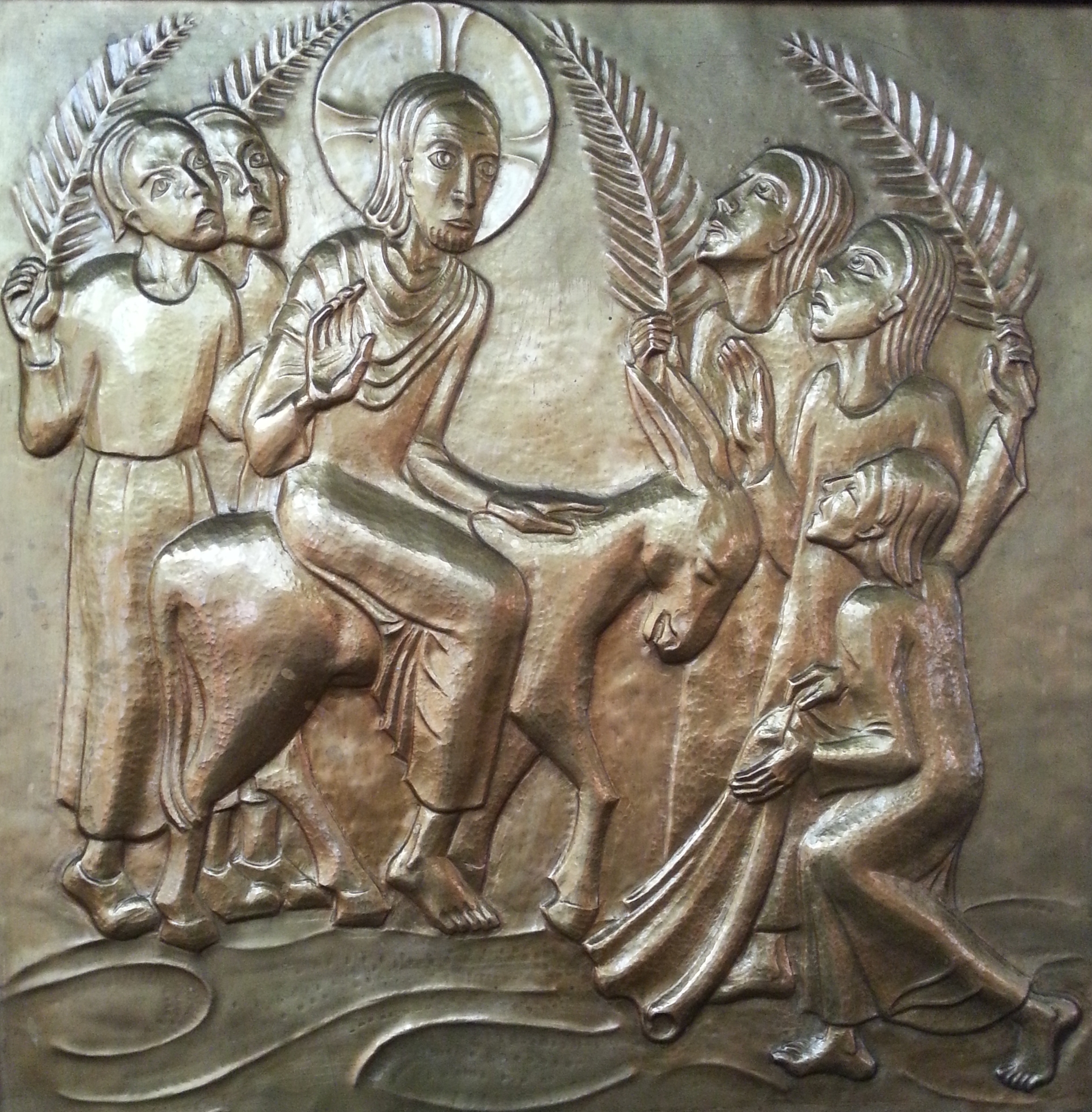
Palmarum
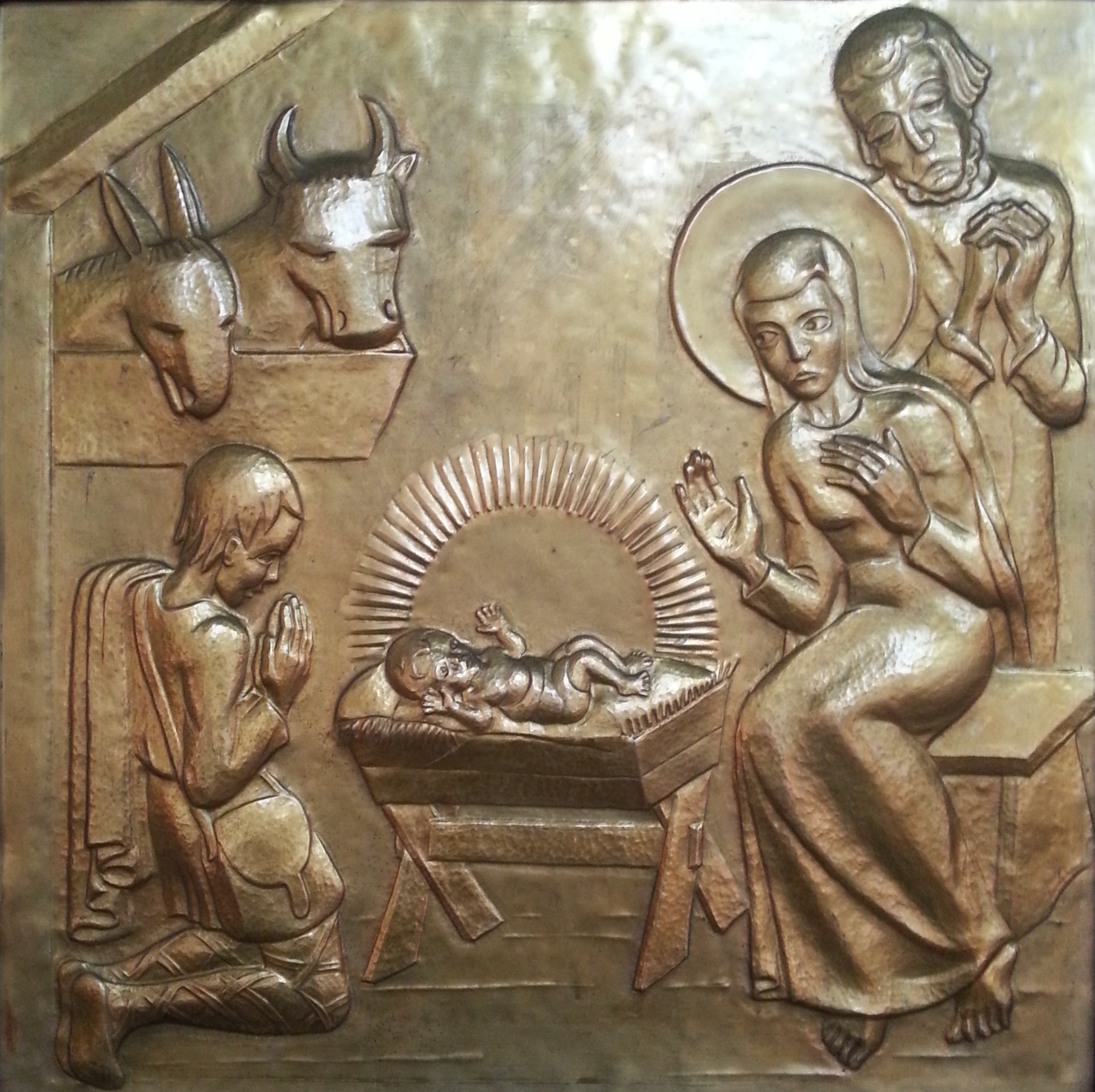
Weihnachten
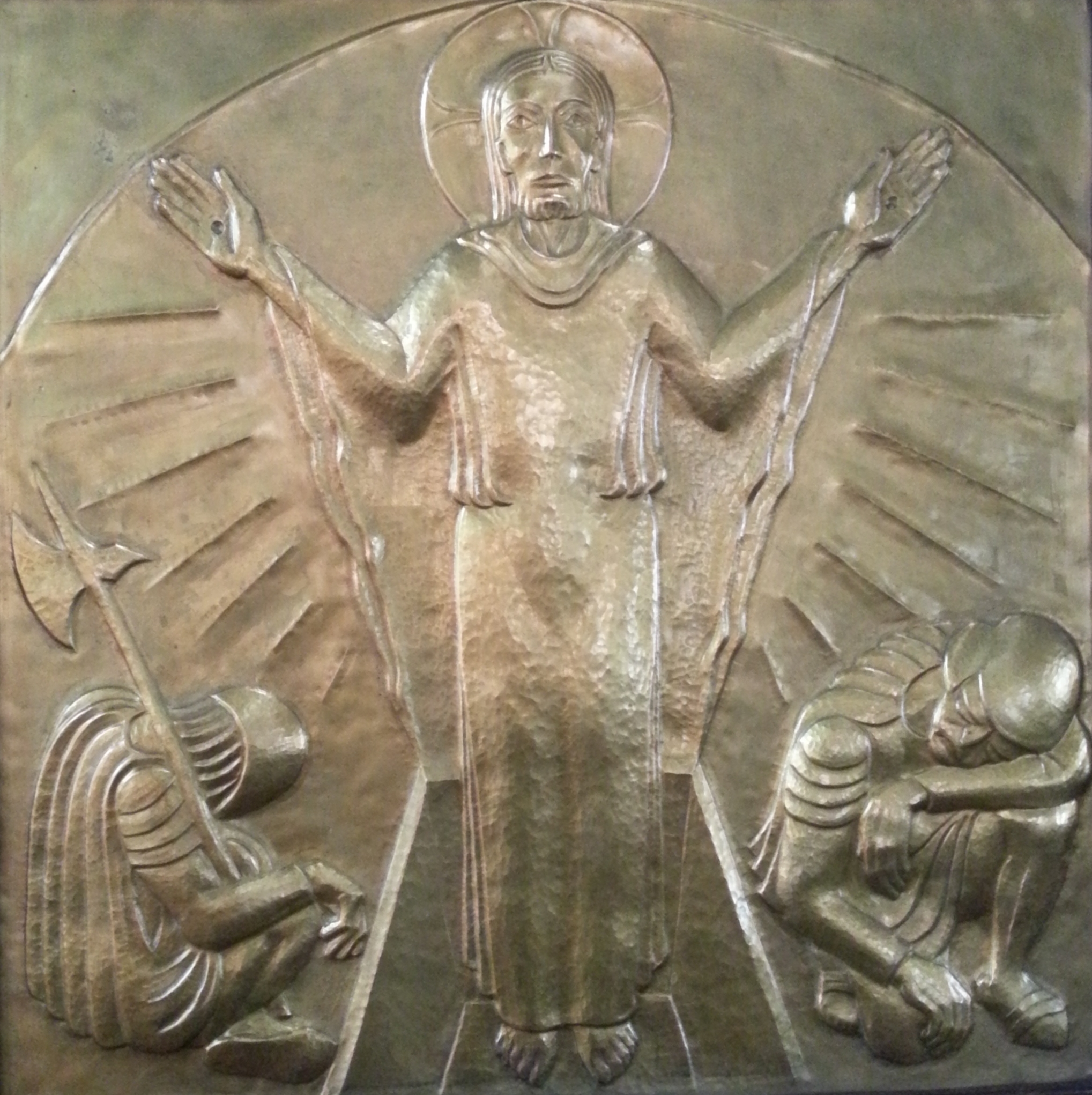
Ostern
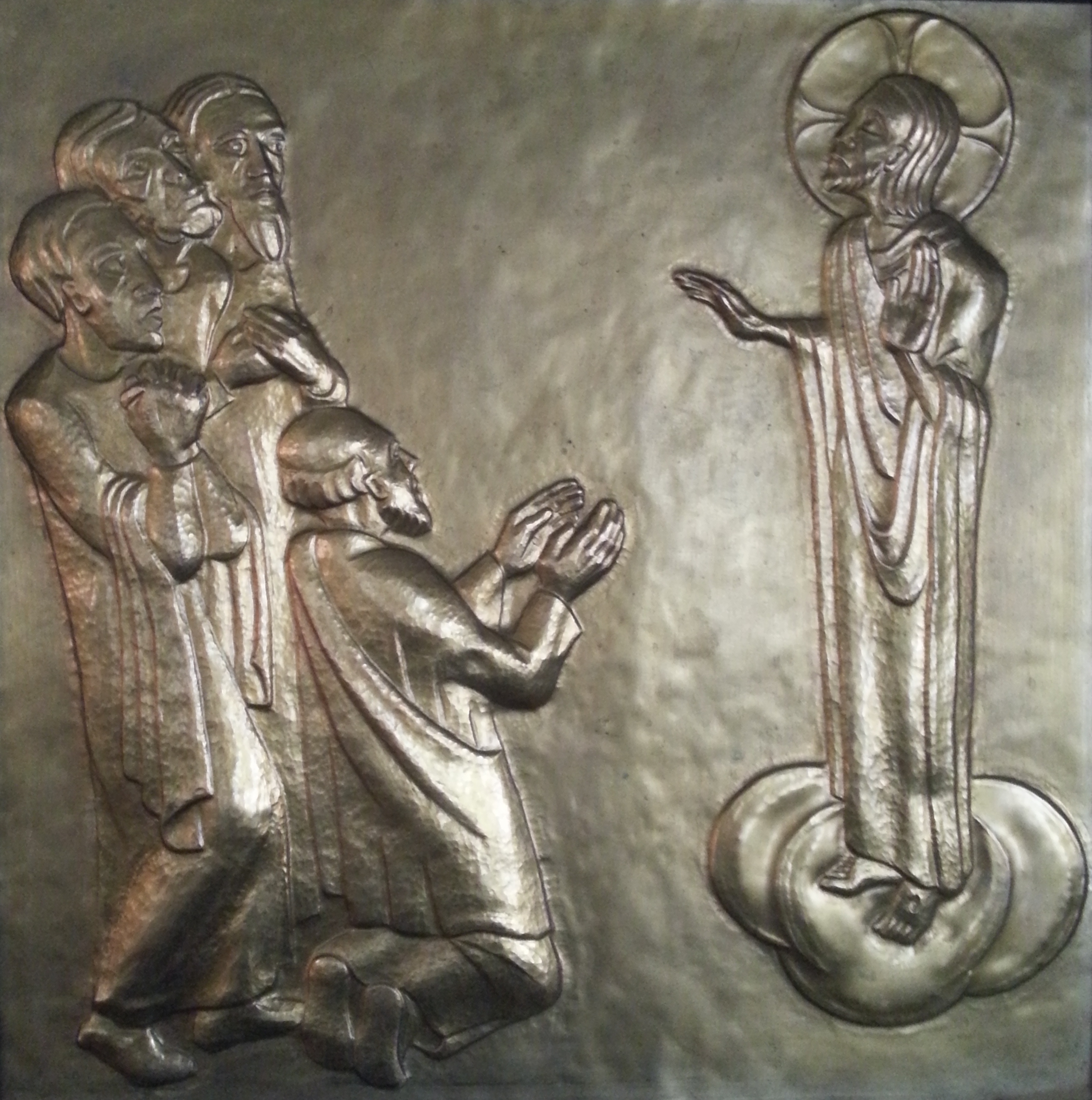
Himmelfahrt
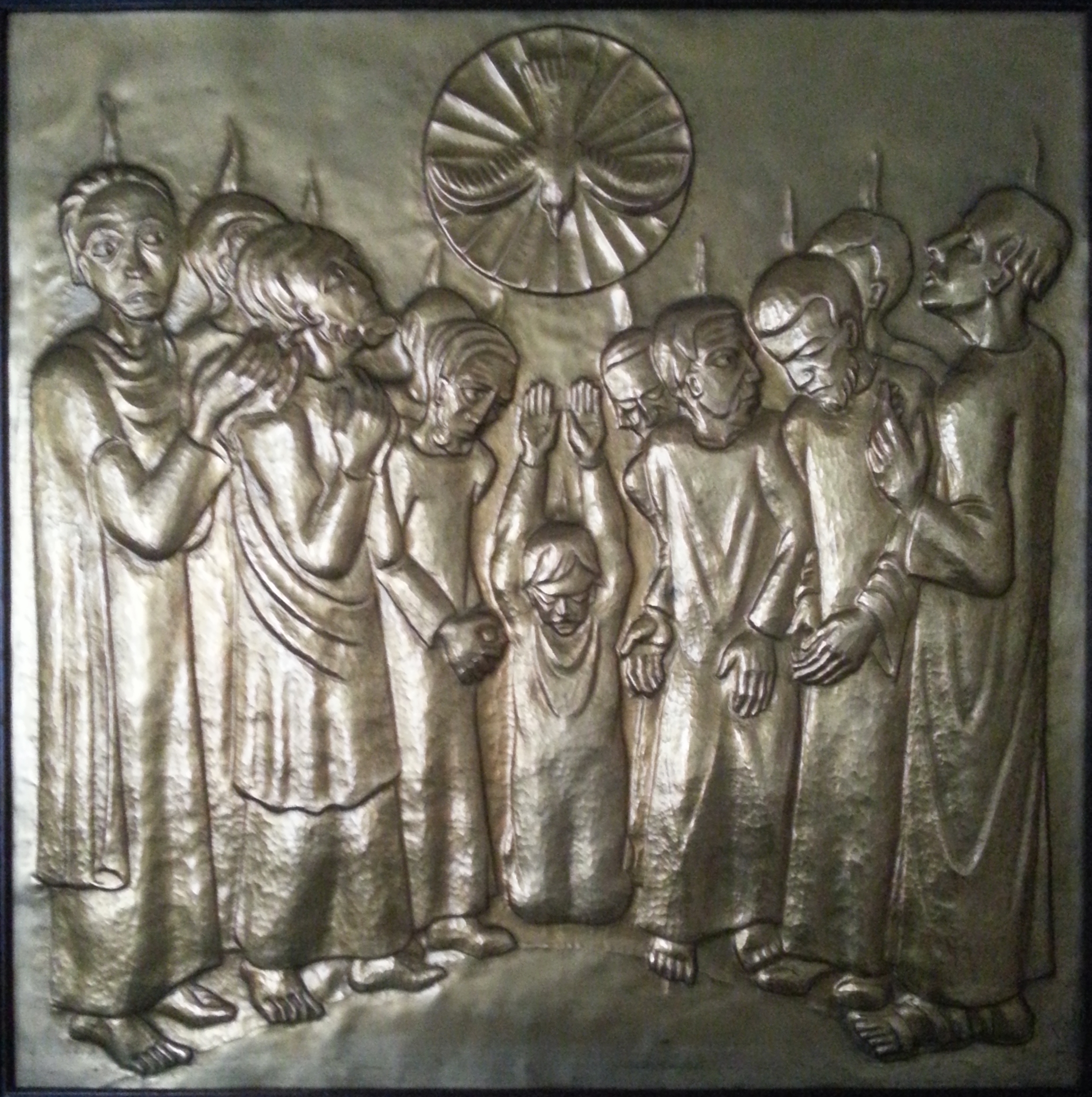
Pfingsten

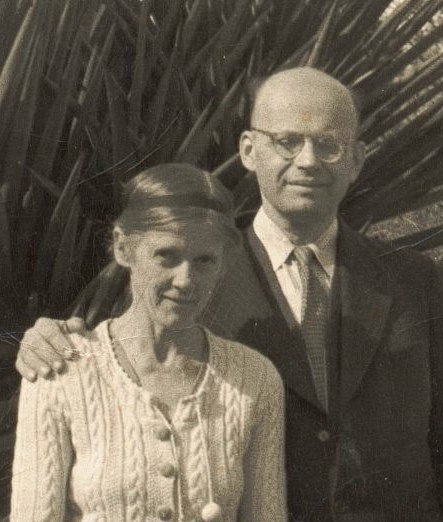
Paul und Eva Leo

Im Sommer 1937 lernte sie Paul Leo in einer Ausstellung über moderne kirchliche Kunst in der Neustädter Kirche in Hannover kennen und sie blieben in brieflichem und persönlichem Kontakt. Im November 1938 kam Leo wegen seiner jüdischen Herkunft ins KZ Buchenwald und wurde mit der Auflage wieder entlassen, Deutschland innerhalb von zwei Monaten zu verlassen.

## Freiwillige Emigration
Eva Dittrich entschloss sich, zusammen mit Paul Leo in die USA zu emigrieren. Einen Tag vor Kriegsausbruch fuhr sie am 30. August 1939 mit zwei Handkoffern und einer Rückfahrkarte nach Holland, offiziell „nur für das Wochenende“. Der Versuch der beiden, in Holland zu heiraten, scheiterte, da Holland neutral war und ihre Ehe in Deutschland verboten wäre. Leo bekam als gefährdete Person für sich und seine Tochter ein Visum für die USA. Da Eva Dittrich als deutsche Staatsbürgerin nicht gefährdet war, bekam sie kein Visum. Sie reiste deshalb mit Helene Leo, der Frau von Pauls Bruder Ulrich, nach Venezuela.
Im Sommer 1940 reiste auch Paul Leo dorthin und das Paar ließ sich in Caracas trauen. Am 5. August 1940 konnte die Familie in die USA einreisen.

## Leben in den USA
Eva und Paul Leo lebten zuerst in Pittsburgh. 1943 zogen sie nach Texas, wo Paul eine Gemeinde betreute, die fast nur aus deutschen Auswanderern bestand. 1950 zog die Familie nach Dubuque, weil Paul am dortigen Wartburg Theological Seminary eine Professur für Neues Testament erhielt.

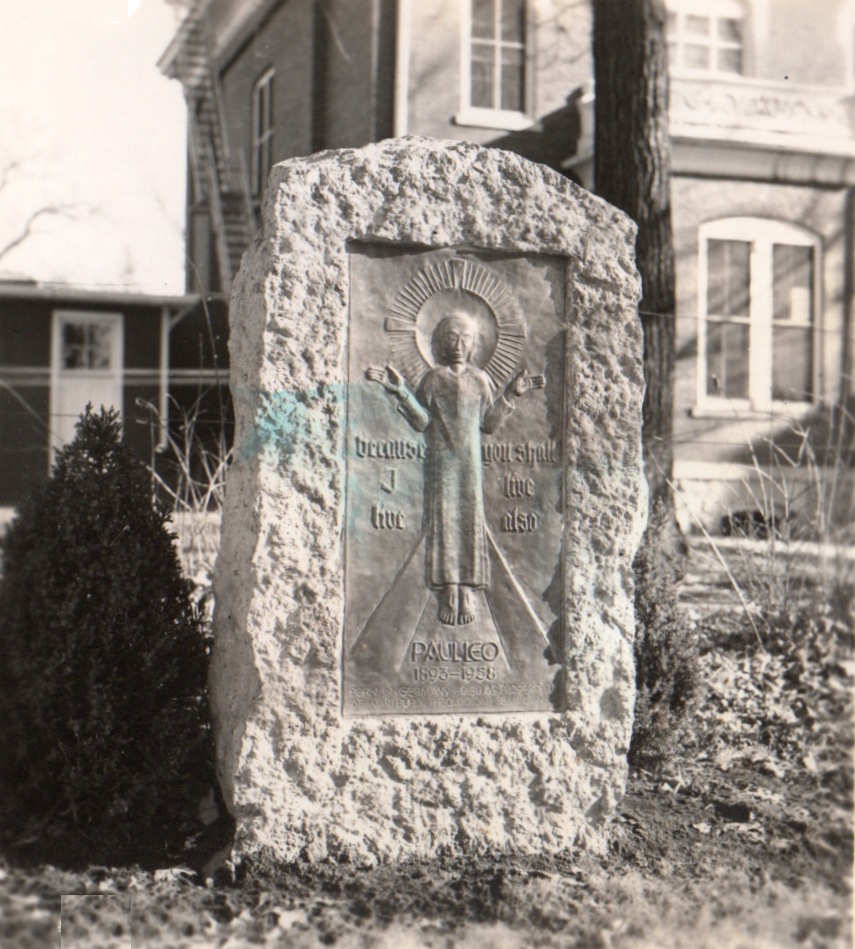
Grabstätte von Paul Leo (Metallbildarbeit von Eva Leo)

Als Paul Leo 1958 unerwartet starb, übernahm Eva Leo sofort den Deutschunterricht für einige Studenten, die Karl Barth und andere Theologen im Urtext lesen wollten. Ihr wurde der theologische Ehrendoktor des Wartburg Theological Seminary in Anerkennung ihrer Verdienste um den theologischen Nachwuchs verliehen.
Erst 1960 begann Eva Leo wieder, sich der Metallbildnerei zu widmen. Ihre erste Arbeit war das Metallrelief auf dem Grabstein ihres Mannes. Der Schwerpunkt ihrer Arbeit bestand fortan in Reliefs auf Türen, Prozessionskreuzen, Altären, Grabsteinen usw. Sakrale Geräte, wie sie sie bereits in Hildesheim gemacht hatte, fertigte sie kaum noch. Sie starb 1998 im Alter von 97 Jahren am Karfreitag-Nachmittag um 3 Uhr.
Eva Leo hat zwei Kinder: Christopher Leo (* 1941, Politikwissenschaftler) und Monica Leo (* 1944, Puppenspielerin).